# Neptis aletophone
Neptis aletophone är en fjärilsart som beskrevs av Hans Fruhstorfer 1908. Neptis aletophone ingår i släktet Neptis och familjen praktfjärilar. Inga underarter finns listade i Catalogue of Life.